# Pseudothyridium deuvei
Pseudothyridium deuvei är en skalbaggsart som beskrevs av Soula 2002. Pseudothyridium deuvei ingår i släktet Pseudothyridium och familjen Rutelidae. Inga underarter finns listade i Catalogue of Life.